# Ukrajinská hokejová reprezentace do 20 let

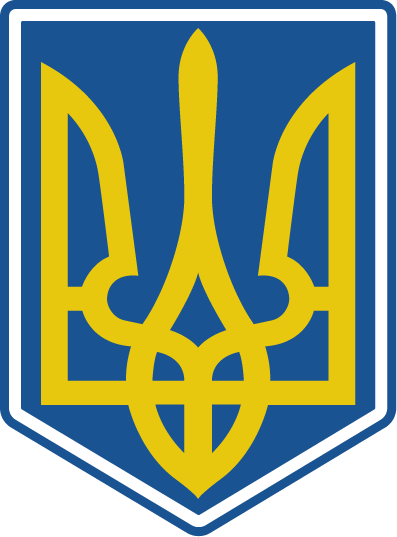
Dresy zdobí ukrajinský státní znak

Ukrajinská hokejová reprezentace do 20 let je výběrem nejlepších ukrajinských hráčů ledního hokeje v této věkové kategorii. Mužstvo je účastníkem skupiny B I. divize juniorského mistrovství světa (nižší skupina druhé úrovně).
Tým byl v roce 1993 zařazen s ostatními nově vzniklými postsovětskými zeměmi do kvalifikace o C skupinu (místo sovětského týmu v elitní skupině převzalo Rusko), kterou vyhrál a vzápětí si dvěma postupy vydobyl místo v elitní skupině MSJ. V roce 1995 skončil sice poslední, ale od sestupu jej zachránilo rozšíření šampionátu. O rok později již 10. místo znamenalo sestup. V letech 2000 a 2004 se Ukrajincům povedlo na rok se opět mezi elitu vrátit. V roce 2011 naopak přišel sestup do II. divize. 
Na hlavním šampionátu MSJ odehrál celek 25 utkání s bilancí tří výher (nad USA v letech 1995 a 1996 a nad Slováky v roce 2000) a jedné remízy (s Rakouskem 2004) – zbylých 21 zápasů skončilo porážkou. Brankář Igor Karpenko byl v roce 1995 novináři zařazen do All star týmu a je tak jediným Ukrajincem, který na hlavním šampionátu obdržel individuální cenu.

## Účast v elitní skupiněmistrovství světa
| MS       | Místo konání                         | Umístění           |
| -------- | ------------------------------------ | ------------------ |
| MSJ 1995 | Kanada (Red Deer, Calgary, Edmonton) | 8. místo           |
| MSJ 1996 | USA (Boston, Amherst, Marlboro)      | 10. místo (sestup) |
| MSJ 2000 | Švédsko (Skellefteå, Umeå)           | 10. místo (sestup) |
| MSJ 2004 | Finsko (Helsinky, Hämeenlinna )      | 10. místo (sestup) |

## Hráči ocenění na turnajích MS "20"
- 1995 – Igor Karpenko (All star tým)

## Individuální rekordy na MSJ
(pouze elitní skupina)

### Celkové
Utkání: 13, pět hráčů (všichni 1995, 1996)
Góly: 4, Danylo Dydkovskyj, Olexej Lazarenko (oba 1995, 1996) a Artem Gniděnko (2000)
Asistence: 3, Andrej Kuzminskij, Boris Čursin (oba 1995) a Olexandr Jakovenko (1996)
Body: 6, Danylo Dydkovskyj (1995, 1996)
Trestné minuty: 62, Olexej Lazarenko (1995, 1996)
Vychytaná čistá konta:  0
Vychytaná vítězství: 2, Igor Karpenko (1995, 1996)

### Za turnaj
Góly: 4, Danylo Dydkovskyj (1996) a Artem Gniděnko (2000)
Asistence: 3, Andrej Kuzminskij, Boris Čursin (oba 1995) a Olexandr Jakovenko (1996)
Body: 6, Danylo Dydkovskyj (1996)
Trestné minuty: 40, Vasilij Polonitskyj (1996)
Vychytaná čistá konta:  0
Vychytaná vítězství: 1, Igor Karpenko (1995 i 1996) a Vadim Seliverstov (2000)

## Souhrn výsledků v nižších divizích
B skupina (od roku 2000 I. divize) je druhou kategorií MS, třetí kategorií je C skupina (od roku 2000 II. divize).
| - 1993 – postup z kvalifikace o C skupinu a pak 1. místo (postup) - 1994 – 1. místo v B skupině (postup) - 1997 – 5. místo v B skupině - 1998 – 2. místo v B skupině - 1999 – 1. místo v B skupině (postup) - 2001 – 3. místo v I. divizi - 2002 – 4. místo v I. divizi - 2003 – 1. místo v jedné ze dvou skupin I. divize (postup) - 2005 – 5. místo v jedné ze dvou skupin I. divize - 2006 – 5. místo v jedné ze dvou skupin I. divize - 2007 – 3. místo v jedné ze dvou skupin I. divize - 2008 – 5. místo v jedné ze dvou skupin I. divize - 2009 – 5. místo v jedné ze dvou skupin I. divize | * - 2010 – 4. místo v jedné ze dvou skupin I. divize - 2011 – 6. místo v jedné ze dvou skupin I. divize (sestup) - 2012 – 1. místo v A skupině II. divize (postup) - 2013 – 4. místo v B skupině I. divize - 2014 – 4. místo v B skupině I. divize - 2015 – 2. místo v B skupině I. divize - 2016 – 4. místo v B skupině I. divize - 2017 – 5. místo v B skupině I. divize - 2018 – 4. místo v B skupině I. divize - 2019 – 5. místo v B skupině I. divize - 2020 – 3. místo v B skupině I. divize - 2021 - nižší divize zrušeny kvůli pandemii koronaviru |